# Ayyubiden

Flagge der Ayyubiden

Die Ayyubiden (kurdisch دەوڵەتی ئەییووبی Dewleta Eyûbiyan; arabisch بنو أيوب, DMG Banū Ayyūb oder الأيوبيون Aiyūbiyūn) waren eine sunnitisch-muslimische Dynastie kurdischer Herkunft, die von 1171 bis 1254 in Ägypten herrschte. Seitenlinien der Ayyubiden herrschten in Teilen Syriens bis 1341. Benannt ist die Dynastie nach Nadschmuddin Ayyub, dem Vater Saladins.

## Geschichte

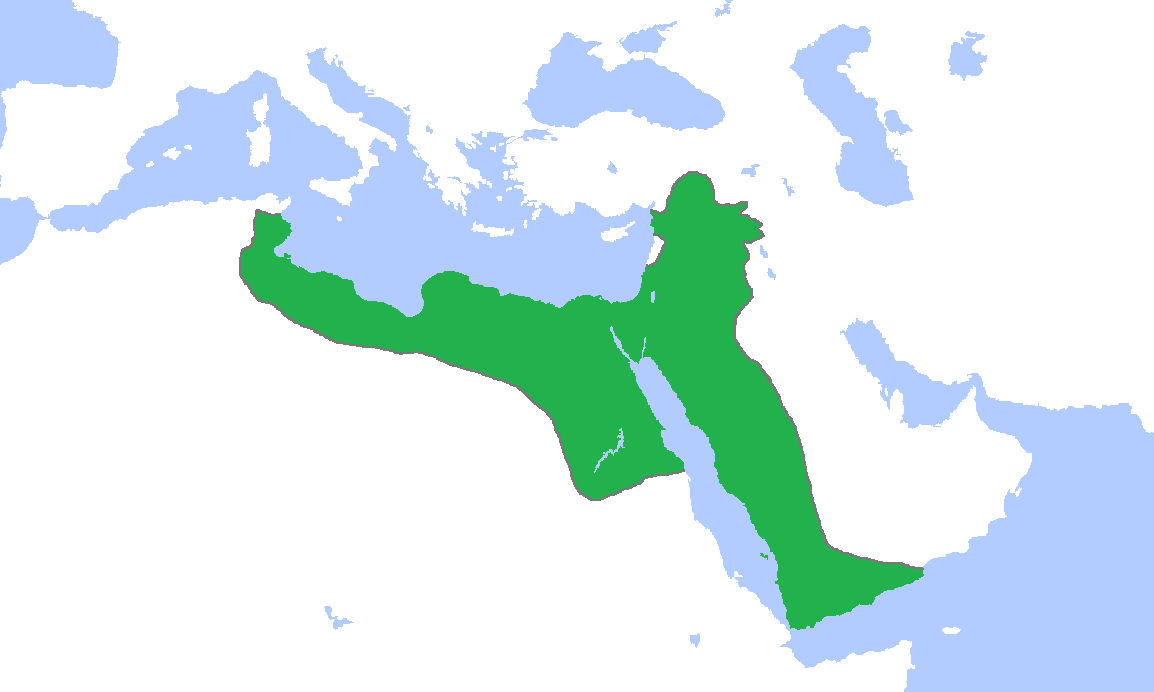
Das Reich der Ayyubiden (1171–1246) in seiner größten Ausdehnung

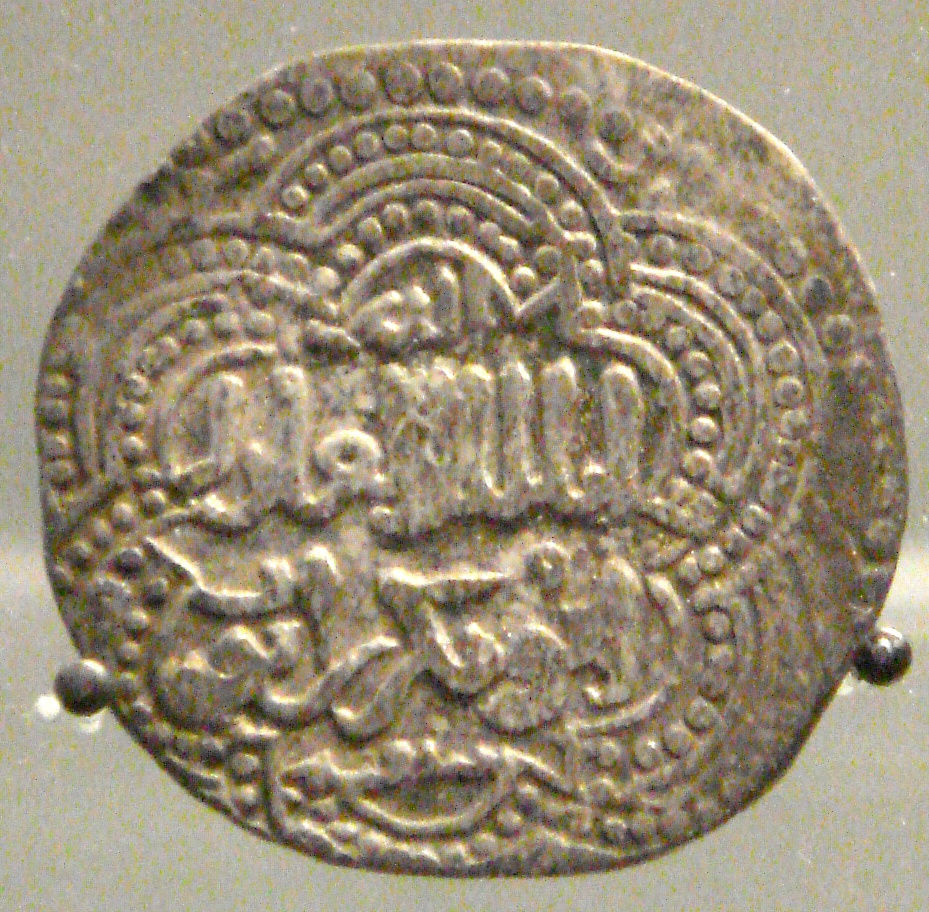
Im Namen des Ayyubiden al-Adil geprägte Münze

Mit dem Niedergang der Fatimiden in Ägypten begannen verstärkte Angriffe der Kreuzfahrer des Königreichs Jerusalem. Gegen diese riefen die Fatimiden die Zengiden zur Hilfe, die Syrien beherrschten. Diese entsandten Truppen unter Schirkuh nach Ägypten, der sich zum Wesir ernennen ließ. Nach seinem Tod wurde sein Neffe Saladin 1169 Wesir. Er beseitigte 1171 die Dynastie der ismailitischen Fatimiden-Kalifen und begründete die Dynastie der Ayyubiden.
Unter Saladin (1171–1193) wurde Ägypten reorganisiert und die Wirtschaft durch die Förderung von Landwirtschaft und Handel weiter gestärkt, um die Kreuzfahrer aus Jerusalem und Palästina vertreiben zu können. Bis 1181 wurde die Herrschaft über Syrien, Obermesopotamien, den Jemen und Nubien ausgedehnt, sodass Saladin den Großteil des arabischen Kernlandes regierte. Nach Festigung der Herrschaft besiegte er die Kreuzfahrer am 4. Juli 1187 in der Schlacht bei Hattin nahe Tiberias entscheidend und eroberte Jerusalem. Im nun folgenden Dritten Kreuzzug konnten die Kreuzfahrer zwar einige Küstenstädte (darunter Akkon) zurückerobern, doch die Wiedereinnahme Jerusalems gelang ihnen zunächst nicht.
Da Saladin vor seinem Tod das Reich geteilt hatte, kam es unter seinen Nachfolgern zunächst zu Machtkämpfen, bei denen sich al-Adil I. (1200–1218) gegen al-Mansur (1198–1200), den minderjährigen Sohn al-Aziz’ (1193–1198), durchsetzen konnte. Zwar teilte auch al-Adil das Reich vor seinem Tod, doch konnte sein Nachfolger al-Kamil (1218–1238) den Kreuzzug von Damiette (1217–1221) in Ägypten abwehren und den Kreuzzug Friedrichs II. (1228–1229) durch Verhandlungen mit dem Kaiser beenden, bei denen das unbefestigte Jerusalem abgetreten wurde. Kurz vor seinem Tod konnte sich al-Kamil auch in Syrien durchsetzen.
Nach dem Ausbruch dynastischer Machtkämpfe gelang es as-Salih (1240–1249), weite Teile des Ayyubidenreichs wieder zu vereinigen, auch wenn Nordsyrien, Obermesopotamien und der Jemen endgültig verloren gingen. Ebenso konnte er 1244 Jerusalem endgültig von den Kreuzfahrern erobern.
Unmittelbar nach der Abwehr des Sechsten Kreuzzugs (1249–1254), der auf Ägypten abgezielt hatte, fiel der letzte Ayyubide Turan Schah einer Verschwörung der türkischen Mamluken im Heer zum Opfer, als er deren Einfluss einschränken wollte. Bis 1257 führte nun dessen Stiefmutter Schadschar ad-Dur als Regentin die Regierung, wobei sie den Mamlukenführer Aybak heiratete. Dieser erhob sich als al-Malik al-Muizz 1252 zum Sultan, beendete die Dynastie der Ayyubiden in Ägypten und begründete das Mamlukenreich (1252–1517).
Seitenlinien der Ayyubiden herrschten in Damaskus und Aleppo noch bis 1260, in Homs bis 1262 und in Hama bis 1341. Daneben gab es auch noch ayyubidische Herrscher in Hasankeyf (Hisn Keyfa), die dort bis in das 15. Jahrhundert ansässig blieben und erst von den Aq Qoyunlu beseitigt wurden.
Im Gegensatz zu den Fatimiden und den folgenden Mamluken regierten die Ayyubiden keinen Zentralstaat. Vielmehr wurden die Söhne des Herrschers und andere Seitenzweige der Dynastie an der Verwaltung des Reiches beteiligt. Dies führte allerdings nach dem Tod eines Herrschers immer wieder zu Kämpfen um die Einheit des Gesamtreichs.

## Architektur

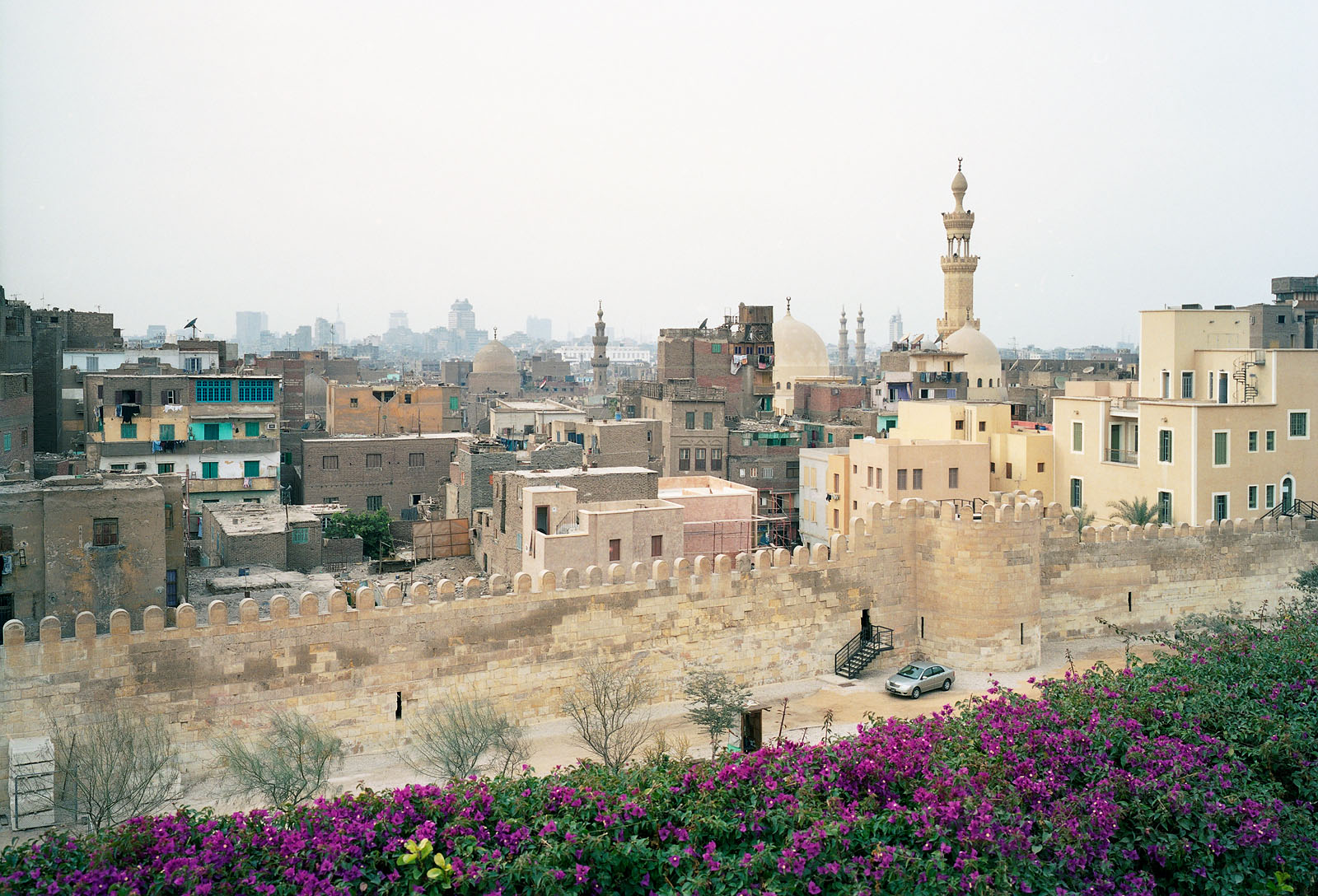
Der Al-Azhar-Park in Kairo (Ayyubidische Architektur)

Die Architektur der Ayyubidenzeit ist geprägt von alten regionalen künstlerischen Traditionen, vermischt mit Stilelementen iranischen Ursprungs und den weitreichenden Erfahrungen, die man der Kreuzfahrer-Architektur entlehnt hat.
Die letztgenannte Komponente spiegelt sich eindrücklich in der militärischen Zwecken dienenden Baukunst, wie dem hervorragendsten Werk, der Zitadelle von Aleppo. Die besondere Baukunst äußert sich durch einen großen, nackten und scharfkantigen – in den Hang zurückgesetzten – Baukörper, durch welchen ein mächtiger Torbogen Zugang zur Zitadelle bietet. Über eine Brücke findet dieses Monument Anschluss an den Haupteingang, einen Vorbau mit Treppe.
Bedeutend ist auch die – durch die orthodox religiöse Einstellung des Saladin – vorangetriebene Errichtung zahlreicher religiöser Stiftungen, wie Medresen, verteilt auf Städte wie Aleppo, Damaskus und das ägyptische Kairo. Beispiele sind die al-Zahiriyya-, die Firdaus- und die al-Salihiyya-Medresen.
Die ayyubidische Architektur konzentrierte sich außerdem auf Außengestaltungen, wie Toranlagen (Portale) und Außendekorationen (Nischen als Gliederungselemente, Stalaktitenmotive (Muqarnas) und polychrome Steinkompositionen).

## Herrscher der Ayyubiden
Herrscher in Ägypten
- 1171–1193: an-Nasir Yusuf (Saladin)
- 1193–1198: al-Aziz Uthman, dessen Sohn
- 1198–1200: al-Mansur Muhammad I., dessen Sohn
- 1200–1218: al-Adil Abu Bakr I. (Saphadin), Bruder Saladins
- 1218–1238: al-Kamil Muhammad I., dessen Sohn
- 1238–1240: al-Adil Abu Bakr II., dessen Sohn
- 1240–1249: as-Salih Ayyub, dessen Halbbruder
- 1249–1250: al-Muʿazzam Turan Schah, dessen Sohn
- 1250–1254: al-Aschraf Musa, Urenkel von al-Kamil Muhammad I.

Herrscher in Damaskus
- 1174–1193: an-Nasir Yusuf (Saladin)
- 1193–1196: al-Afdal Nur, dessen Sohn
- 1196–1218: al-Adil Abu Bakr I. (Saphadin), Bruder Saladins
- 1218–1227: al-Muʿazzam ʿĪsā, dessen Sohn
- 1227–1229: an-Nasir Dawud, dessen Sohn
- 1229–1237: al-Aschraf Musa, dessen Onkel
- 1237–1237: as-Salih Ismail, dessen Bruder
- 1237–1238: al-Kamil Muhammad I., dessen Bruder
- 1238–1238: al-Adil Abu Bakr II., dessen Sohn
- 1238–1239: as-Salih Ayyub, dessen Halbbruder
- 1239–1245: as-Salih Ismail (2. Mal)
- 1245–1249: as-Salih Ayyub (2. Mal)
- 1249–1250: al-Muʿazzam Turan Schah, dessen Sohn
- 1250–1260: an-Nasir Yusuf, Urenkel Saladins

Emire in Aleppo
- 1183–1186: al-Adil Abu Bakr I. (Saphadin), Bruder Saladins
- 1186–1216: as-Zahir Ghazi, Sohn Saladins
- 1216–1236: al-Aziz Muhammad, dessen Sohn
- 1236–1260: an-Nasir Yusuf, dessen Sohn

Emire in Hama
- 1178–1191: al-Muzaffar Umar I., Neffe Saladins
- 1191–1221: al-Mansur Muhammad I., dessen Sohn
- 1221–1229: an-Nasir Kilidsch Arslan, dessen Sohn
- 1229–1244: al-Muzaffar Mahmud, dessen Bruder
- 1244–1284: al-Mansur Muhammad II., dessen Sohn
- 1284–1299: al-Muzaffar Umar II., dessen Sohn
- 1310–1331: al-Mu'ayyad Abu l-Fida (Chronist), Enkel von al-Muzaffar Mahmud
- 1331–1334: al-Afdal Muhammad III., dessen Sohn

Emire in Homs
- 1164–1169: Asad ad-Din Schirkuh I., Onkel Saladins
- 1178–1186: Nasir ad-Din Muhammad, dessen Sohn
- 1186–1240: al-Mudschahid Schirkuh II., dessen Sohn
- 1240–1246: al-Mansur Ibrahim, dessen Sohn
- 1246–1248: al-Aschraf Musa, dessen Sohn
- 1248–1260: an-Nasir Yusuf, Urenkel Saladins
- 1248–1263: al-Aschraf Musa (2. Mal)

Emire in Karak
- 1188–1218: al-Adil Abu Bakr I. (Saphadin), Bruder von Saladin
- 1218–1227: al-Muʿazzam ʿĪsā, dessen Sohn
- 1227–1248: an-Nasir Dawud, dessen Sohn
- 1250–1263: al-Mughīth ʿUmar, Sohn von al-Adil Abu Bakr II.

Emire in Jemen siehe dazu: Ayyubiden (Jemen)
- 1173–1179: al-Muʿazzam Turan Schah, Bruder von Saladin
- 1179–1197: al-Aziz Tughtegin, dessen Bruder
- 1197–1202: al-Mu'izz Ismail, dessen Sohn
- 1202–1214: an-Nasir Ayyub, dessen Bruder
- 1214–1215: al-Muzaffar Sulaiman, Urgroßneffe Saladins
- 1215–1229: al-Mas'ud Yusuf, Sohn von al-Kamil Muhammad I.

Emire in al-Dschazira siehe dazu: Ortoqiden
- 1185–1193: an-Nasir Yusuf (Saladin)
- 1193–1200: al-Adil Abu Bakr I. (Saphadin), dessen Bruder
- 1200–1210: al-Wahad Ayyub, dessen Sohn
- 1210–1220: al-Aschraf Musa, dessen Bruder
- 1220–1247: al-Muzaffar Ghazi, dessen Bruder
- 1247–1260: al-Kamil Muhammad, dessen Sohn

Emire in Hisn Keyfa
- 1232–1239: as-Salih Ayyub, Sohn von al-Kamil Muhammad I.
- 1239–1249: al-Muʿazzam Turan Schah, dessen Sohn

(nicht komplett)

### Stammbaum (Auszug)
Als Sultane von Ägypten amtierende Personen sind fett unterlegt.
|                        |                        |                        |                        |                        |                        |  |  |                       |                       |                       |                       | Schadhi bin Marwan       |                          |                          |                          |                          |                          |                  |                  |                  |                  |  |  |                         |                         |                         |                         |                         |                         |  |  |                      |                      |                      |                      |                                |                                |                                |                                |                                |                                |                         |                         |                         |                         |  |  |                    |                    |                    |                    |                    |                    |  |  |  |  |  |  |  |  |  |  |  |  |  |  |  |  |  |  |  |  |  |  |  |  |  |  |  |  |  |  |  |  |  |  |  |  |  |  |  |  |  |  |
|                        |                        |                        |                        |                        |                        |  |  |                       |                       |                       |                       |                          |                          |                          |                          |                          |                          |                  |                  |                  |                  |  |  |                         |                         |                         |                         |                         |                         |  |  |                      |                      |                      |                      |                                |                                |                                |                                |                                |                                |                         |                         |                         |                         |  |  |                    |                    |                    |                    |                    |                    |  |  |  |  |  |  |  |  |  |  |  |  |  |  |  |  |  |  |  |  |  |  |  |  |  |  |  |  |  |  |  |  |  |  |  |  |  |  |  |  |  |  |
|                        |                        |                        |                        |                        |                        |  |  |                       |                       |                       |                       |                          |                          |                          |                          |                          |                          |                  |                  |                  |                  |  |  |                         |                         |                         |                         |                         |                         |  |  |                      |                      |                      |                      |                                |                                |                                |                                |                                |                                |                         |                         |                         |                         |  |  |                    |                    |                    |                    |                    |                    |  |  |  |  |  |  |  |  |  |  |  |  |  |  |  |  |  |  |  |  |  |  |  |  |  |  |  |  |  |  |  |  |  |  |  |  |  |  |  |  |  |  |
| Schirkuh               | Schirkuh               | Schirkuh               | Schirkuh               | Schirkuh               | Schirkuh               |  |  |                       |                       |                       |                       |                          |                          |                          |                          |                          |                          |                  |                  |                  |                  |  |  | Nadschmuddin Ayyub      | Nadschmuddin Ayyub      | Nadschmuddin Ayyub      | Nadschmuddin Ayyub      | Nadschmuddin Ayyub      | Nadschmuddin Ayyub      |  |  |                      |                      |                      |                      |                                |                                |                                |                                |                                |                                |                         |                         |                         |                         |  |  |                    |                    |                    |                    |                    |                    |  |  |  |  |  |  |  |  |  |  |  |  |  |  |  |  |  |  |  |  |  |  |  |  |  |  |  |  |  |  |  |  |  |  |  |  |  |  |  |  |  |  |
| Schirkuh               | Schirkuh               | Schirkuh               | Schirkuh               | Schirkuh               | Schirkuh               |  |  |                       |                       |                       |                       |                          |                          |                          |                          |                          |                          |                  |                  |                  |                  |  |  | Nadschmuddin Ayyub      | Nadschmuddin Ayyub      | Nadschmuddin Ayyub      | Nadschmuddin Ayyub      | Nadschmuddin Ayyub      | Nadschmuddin Ayyub      |  |  |                      |                      |                      |                      |                                |                                |                                |                                |                                |                                |                         |                         |                         |                         |  |  |                    |                    |                    |                    |                    |                    |  |  |  |  |  |  |  |  |  |  |  |  |  |  |  |  |  |  |  |  |  |  |  |  |  |  |  |  |  |  |  |  |  |  |  |  |  |  |  |  |  |  |
|                        |                        |                        |                        |                        |                        |  |  |                       |                       |                       |                       |                          |                          |                          |                          |                          |                          |                  |                  |                  |                  |  |  |                         |                         |                         |                         |                         |                         |  |  |                      |                      |                      |                      |                                |                                |                                |                                |                                |                                |                         |                         |                         |                         |  |  |                    |                    |                    |                    |                    |                    |  |  |  |  |  |  |  |  |  |  |  |  |  |  |  |  |  |  |  |  |  |  |  |  |  |  |  |  |  |  |  |  |  |  |  |  |  |  |  |  |  |  |
| Muhammad               | Muhammad               | Muhammad               | Muhammad               | Muhammad               | Muhammad               |  |  |                       |                       |                       |                       | an-Nasir Yusuf (Saladin) | an-Nasir Yusuf (Saladin) | an-Nasir Yusuf (Saladin) | an-Nasir Yusuf (Saladin) | an-Nasir Yusuf (Saladin) | an-Nasir Yusuf (Saladin) |                  |                  |                  |                  |  |  | al-Muʿazzam Turan Schah | al-Muʿazzam Turan Schah | al-Muʿazzam Turan Schah | al-Muʿazzam Turan Schah | al-Muʿazzam Turan Schah | al-Muʿazzam Turan Schah |  |  |                      |                      |                      |                      | al-Adil Abu Bakr I. (Saphadin) | al-Adil Abu Bakr I. (Saphadin) | al-Adil Abu Bakr I. (Saphadin) | al-Adil Abu Bakr I. (Saphadin) | al-Adil Abu Bakr I. (Saphadin) | al-Adil Abu Bakr I. (Saphadin) |                         |                         |                         |                         |  |  |                    |                    |                    |                    |                    |                    |  |  |  |  |  |  |  |  |  |  |  |  |  |  |  |  |  |  |  |  |  |  |  |  |  |  |  |  |  |  |  |  |  |  |  |  |  |  |  |  |  |  |
| Muhammad               | Muhammad               | Muhammad               | Muhammad               | Muhammad               | Muhammad               |  |  |                       |                       |                       |                       | an-Nasir Yusuf (Saladin) | an-Nasir Yusuf (Saladin) | an-Nasir Yusuf (Saladin) | an-Nasir Yusuf (Saladin) | an-Nasir Yusuf (Saladin) | an-Nasir Yusuf (Saladin) |                  |                  |                  |                  |  |  | al-Muʿazzam Turan Schah | al-Muʿazzam Turan Schah | al-Muʿazzam Turan Schah | al-Muʿazzam Turan Schah | al-Muʿazzam Turan Schah | al-Muʿazzam Turan Schah |  |  |                      |                      |                      |                      | al-Adil Abu Bakr I. (Saphadin) | al-Adil Abu Bakr I. (Saphadin) | al-Adil Abu Bakr I. (Saphadin) | al-Adil Abu Bakr I. (Saphadin) | al-Adil Abu Bakr I. (Saphadin) | al-Adil Abu Bakr I. (Saphadin) |                         |                         |                         |                         |  |  |                    |                    |                    |                    |                    |                    |  |  |  |  |  |  |  |  |  |  |  |  |  |  |  |  |  |  |  |  |  |  |  |  |  |  |  |  |  |  |  |  |  |  |  |  |  |  |  |  |  |  |
|                        |                        |                        |                        |                        |                        |  |  |                       |                       |                       |                       |                          |                          |                          |                          |                          |                          |                  |                  |                  |                  |  |  |                         |                         |                         |                         |                         |                         |  |  |                      |                      |                      |                      |                                |                                |                                |                                |                                |                                |                         |                         |                         |                         |  |  |                    |                    |                    |                    |                    |                    |  |  |  |  |  |  |  |  |  |  |  |  |  |  |  |  |  |  |  |  |  |  |  |  |  |  |  |  |  |  |  |  |  |  |  |  |  |  |  |  |  |  |
| al-Mudschahid Schirkuh | al-Mudschahid Schirkuh | al-Mudschahid Schirkuh | al-Mudschahid Schirkuh | al-Mudschahid Schirkuh | al-Mudschahid Schirkuh |  |  | al-Aziz Uthman        | al-Aziz Uthman        | al-Aziz Uthman        | al-Aziz Uthman        | al-Aziz Uthman           | al-Aziz Uthman           |                          |                          | az-Zahir Ghazi           | az-Zahir Ghazi           | az-Zahir Ghazi   | az-Zahir Ghazi   | az-Zahir Ghazi   | az-Zahir Ghazi   |  |  | al-Kamil Muhammad I.    | al-Kamil Muhammad I.    | al-Kamil Muhammad I.    | al-Kamil Muhammad I.    | al-Kamil Muhammad I.    | al-Kamil Muhammad I.    |  |  | al-Muʿazzam ʿĪsā     | al-Muʿazzam ʿĪsā     | al-Muʿazzam ʿĪsā     | al-Muʿazzam ʿĪsā     | al-Muʿazzam ʿĪsā               | al-Muʿazzam ʿĪsā               |                                |                                | al-Aschraf Musa                | al-Aschraf Musa                | al-Aschraf Musa         | al-Aschraf Musa         | al-Aschraf Musa         | al-Aschraf Musa         |  |  | as-Salih Ismail    | as-Salih Ismail    | as-Salih Ismail    | as-Salih Ismail    | as-Salih Ismail    | as-Salih Ismail    |  |  |  |  |  |  |  |  |  |  |  |  |  |  |  |  |  |  |  |  |  |  |  |  |  |  |  |  |  |  |  |  |  |  |  |  |  |  |  |  |  |  |
| al-Mudschahid Schirkuh | al-Mudschahid Schirkuh | al-Mudschahid Schirkuh | al-Mudschahid Schirkuh | al-Mudschahid Schirkuh | al-Mudschahid Schirkuh |  |  | al-Aziz Uthman        | al-Aziz Uthman        | al-Aziz Uthman        | al-Aziz Uthman        | al-Aziz Uthman           | al-Aziz Uthman           |                          |                          | az-Zahir Ghazi           | az-Zahir Ghazi           | az-Zahir Ghazi   | az-Zahir Ghazi   | az-Zahir Ghazi   | az-Zahir Ghazi   |  |  | al-Kamil Muhammad I.    | al-Kamil Muhammad I.    | al-Kamil Muhammad I.    | al-Kamil Muhammad I.    | al-Kamil Muhammad I.    | al-Kamil Muhammad I.    |  |  | al-Muʿazzam ʿĪsā     | al-Muʿazzam ʿĪsā     | al-Muʿazzam ʿĪsā     | al-Muʿazzam ʿĪsā     | al-Muʿazzam ʿĪsā               | al-Muʿazzam ʿĪsā               |                                |                                | al-Aschraf Musa                | al-Aschraf Musa                | al-Aschraf Musa         | al-Aschraf Musa         | al-Aschraf Musa         | al-Aschraf Musa         |  |  | as-Salih Ismail    | as-Salih Ismail    | as-Salih Ismail    | as-Salih Ismail    | as-Salih Ismail    | as-Salih Ismail    |  |  |  |  |  |  |  |  |  |  |  |  |  |  |  |  |  |  |  |  |  |  |  |  |  |  |  |  |  |  |  |  |  |  |  |  |  |  |  |  |  |  |
|                        |                        |                        |                        |                        |                        |  |  |                       |                       |                       |                       |                          |                          |                          |                          |                          |                          |                  |                  |                  |                  |  |  |                         |                         |                         |                         |                         |                         |  |  |                      |                      |                      |                      |                                |                                |                                |                                |                                |                                |                         |                         |                         |                         |  |  |                    |                    |                    |                    |                    |                    |  |  |  |  |  |  |  |  |  |  |  |  |  |  |  |  |  |  |  |  |  |  |  |  |  |  |  |  |  |  |  |  |  |  |  |  |  |  |  |  |  |  |
| al-Mansur Ibrahim      | al-Mansur Ibrahim      | al-Mansur Ibrahim      | al-Mansur Ibrahim      | al-Mansur Ibrahim      | al-Mansur Ibrahim      |  |  | al-Mansur Muhammad I. | al-Mansur Muhammad I. | al-Mansur Muhammad I. | al-Mansur Muhammad I. | al-Mansur Muhammad I.    | al-Mansur Muhammad I.    |                          |                          | al-Aziz Muhammad         | al-Aziz Muhammad         | al-Aziz Muhammad | al-Aziz Muhammad | al-Aziz Muhammad | al-Aziz Muhammad |  |  | al-Mas'ud Yusuf         | al-Mas'ud Yusuf         | al-Mas'ud Yusuf         | al-Mas'ud Yusuf         | al-Mas'ud Yusuf         | al-Mas'ud Yusuf         |  |  | al-Adil Abu Bakr II. | al-Adil Abu Bakr II. | al-Adil Abu Bakr II. | al-Adil Abu Bakr II. | al-Adil Abu Bakr II.           | al-Adil Abu Bakr II.           |                                |                                | as-Salih Ayyub                 | as-Salih Ayyub                 | as-Salih Ayyub          | as-Salih Ayyub          | as-Salih Ayyub          | as-Salih Ayyub          |  |  | Schadschar ad-Durr | Schadschar ad-Durr | Schadschar ad-Durr | Schadschar ad-Durr | Schadschar ad-Durr | Schadschar ad-Durr |  |  |  |  |  |  |  |  |  |  |  |  |  |  |  |  |  |  |  |  |  |  |  |  |  |  |  |  |  |  |  |  |  |  |  |  |  |  |  |  |  |  |
| al-Mansur Ibrahim      | al-Mansur Ibrahim      | al-Mansur Ibrahim      | al-Mansur Ibrahim      | al-Mansur Ibrahim      | al-Mansur Ibrahim      |  |  | al-Mansur Muhammad I. | al-Mansur Muhammad I. | al-Mansur Muhammad I. | al-Mansur Muhammad I. | al-Mansur Muhammad I.    | al-Mansur Muhammad I.    |                          |                          | al-Aziz Muhammad         | al-Aziz Muhammad         | al-Aziz Muhammad | al-Aziz Muhammad | al-Aziz Muhammad | al-Aziz Muhammad |  |  | al-Mas'ud Yusuf         | al-Mas'ud Yusuf         | al-Mas'ud Yusuf         | al-Mas'ud Yusuf         | al-Mas'ud Yusuf         | al-Mas'ud Yusuf         |  |  | al-Adil Abu Bakr II. | al-Adil Abu Bakr II. | al-Adil Abu Bakr II. | al-Adil Abu Bakr II. | al-Adil Abu Bakr II.           | al-Adil Abu Bakr II.           |                                |                                | as-Salih Ayyub                 | as-Salih Ayyub                 | as-Salih Ayyub          | as-Salih Ayyub          | as-Salih Ayyub          | as-Salih Ayyub          |  |  | Schadschar ad-Durr | Schadschar ad-Durr | Schadschar ad-Durr | Schadschar ad-Durr | Schadschar ad-Durr | Schadschar ad-Durr |  |  |  |  |  |  |  |  |  |  |  |  |  |  |  |  |  |  |  |  |  |  |  |  |  |  |  |  |  |  |  |  |  |  |  |  |  |  |  |  |  |  |
|                        |                        |                        |                        |                        |                        |  |  |                       |                       |                       |                       |                          |                          |                          |                          |                          |                          |                  |                  |                  |                  |  |  |                         |                         |                         |                         |                         |                         |  |  |                      |                      |                      |                      |                                |                                |                                |                                |                                |                                |                         |                         |                         |                         |  |  |                    |                    |                    |                    |                    |                    |  |  |  |  |  |  |  |  |  |  |  |  |  |  |  |  |  |  |  |  |  |  |  |  |  |  |  |  |  |  |  |  |  |  |  |  |  |  |  |  |  |  |
| al-Aschraf Musa        | al-Aschraf Musa        | al-Aschraf Musa        | al-Aschraf Musa        | al-Aschraf Musa        | al-Aschraf Musa        |  |  |                       |                       |                       |                       |                          |                          |                          |                          | an-Nasir Yusuf           | an-Nasir Yusuf           | an-Nasir Yusuf   | an-Nasir Yusuf   | an-Nasir Yusuf   | an-Nasir Yusuf   |  |  | Yusuf                   | Yusuf                   | Yusuf                   | Yusuf                   | Yusuf                   | Yusuf                   |  |  | al-Mughīth ʿUmar     | al-Mughīth ʿUmar     | al-Mughīth ʿUmar     | al-Mughīth ʿUmar     | al-Mughīth ʿUmar               | al-Mughīth ʿUmar               |                                |                                | al-Muʿazzam Turan Schah        | al-Muʿazzam Turan Schah        | al-Muʿazzam Turan Schah | al-Muʿazzam Turan Schah | al-Muʿazzam Turan Schah | al-Muʿazzam Turan Schah |  |  |                    |                    |                    |                    |                    |                    |  |  |  |  |  |  |  |  |  |  |  |  |  |  |  |  |  |  |  |  |  |  |  |  |  |  |  |  |  |  |  |  |  |  |  |  |  |  |  |  |  |  |
| al-Aschraf Musa        | al-Aschraf Musa        | al-Aschraf Musa        | al-Aschraf Musa        | al-Aschraf Musa        | al-Aschraf Musa        |  |  |                       |                       |                       |                       |                          |                          |                          |                          | an-Nasir Yusuf           | an-Nasir Yusuf           | an-Nasir Yusuf   | an-Nasir Yusuf   | an-Nasir Yusuf   | an-Nasir Yusuf   |  |  | Yusuf                   | Yusuf                   | Yusuf                   | Yusuf                   | Yusuf                   | Yusuf                   |  |  | al-Mughīth ʿUmar     | al-Mughīth ʿUmar     | al-Mughīth ʿUmar     | al-Mughīth ʿUmar     | al-Mughīth ʿUmar               | al-Mughīth ʿUmar               |                                |                                | al-Muʿazzam Turan Schah        | al-Muʿazzam Turan Schah        | al-Muʿazzam Turan Schah | al-Muʿazzam Turan Schah | al-Muʿazzam Turan Schah | al-Muʿazzam Turan Schah |  |  |                    |                    |                    |                    |                    |                    |  |  |  |  |  |  |  |  |  |  |  |  |  |  |  |  |  |  |  |  |  |  |  |  |  |  |  |  |  |  |  |  |  |  |  |  |  |  |  |  |  |  |
|                        |                        |                        |                        |                        |                        |  |  |                       |                       |                       |                       |                          |                          |                          |                          |                          |                          |                  |                  |                  |                  |  |  | al-Aschraf Musa         |                         |                         |                         |                         |                         |  |  |                      |                      |                      |                      |                                |                                |                                |                                |                                |                                |                         |                         |                         |                         |  |  |                    |                    |                    |                    |                    |                    |  |  |  |  |  |  |  |  |  |  |  |  |  |  |  |  |  |  |  |  |  |  |  |  |  |  |  |  |  |  |  |  |  |  |  |  |  |  |  |  |  |  |

## Trivia
Die in der Türkei lebenden Ayyubiden tragen heute den Familiennamen Eyüboğlu (Ayyubs Sohn).